# Brytyjskie Wyspy Dziewicze na Zimowych Igrzyskach Olimpijskich 2014
Brytyjskie Wyspy Dziewicze na Zimowych Igrzyskach Olimpijskich 2014 – kadra sportowców reprezentujących Brytyjskie Wyspy Dziewicze na igrzyskach w 2014 roku w Soczi. Kadra liczyła 1 sportowca.

## Skład reprezentacji

### Narciarstwo dowolne

#### Mężczyźni
| Konkurencja | Zawodnik    | Kwalifikacje | Kwalifikacje | Półfinały | Półfinały | Finał | Miejsce końcowe |
| Konkurencja | Zawodnik    | Wynik        | Pozycja      | Wynik     | Pozycja   | Finał | Miejsce końcowe |
| ----------- | ----------- | ------------ | ------------ | --------- | --------- | ----- | --------------- |
| Halfpipe    | Peter Crook | 24.20; 25.20 | 27.          | NQ        | NQ        | NQ    | 27.             |